# Зроби це сам
Зроби це сам (англ. DIY також D. I. Y. від англ. do it yourself — «зроби це сам») — культура навчання корисним навичкам під час роботи над будь-яким виробом, розробки або фізичної реалізації на певній стадії проєкту. Як правило, власне навички в процесі такого навчання не є самоціллю.

## Набори для збирання

### Саморобні побутові ЕОМ

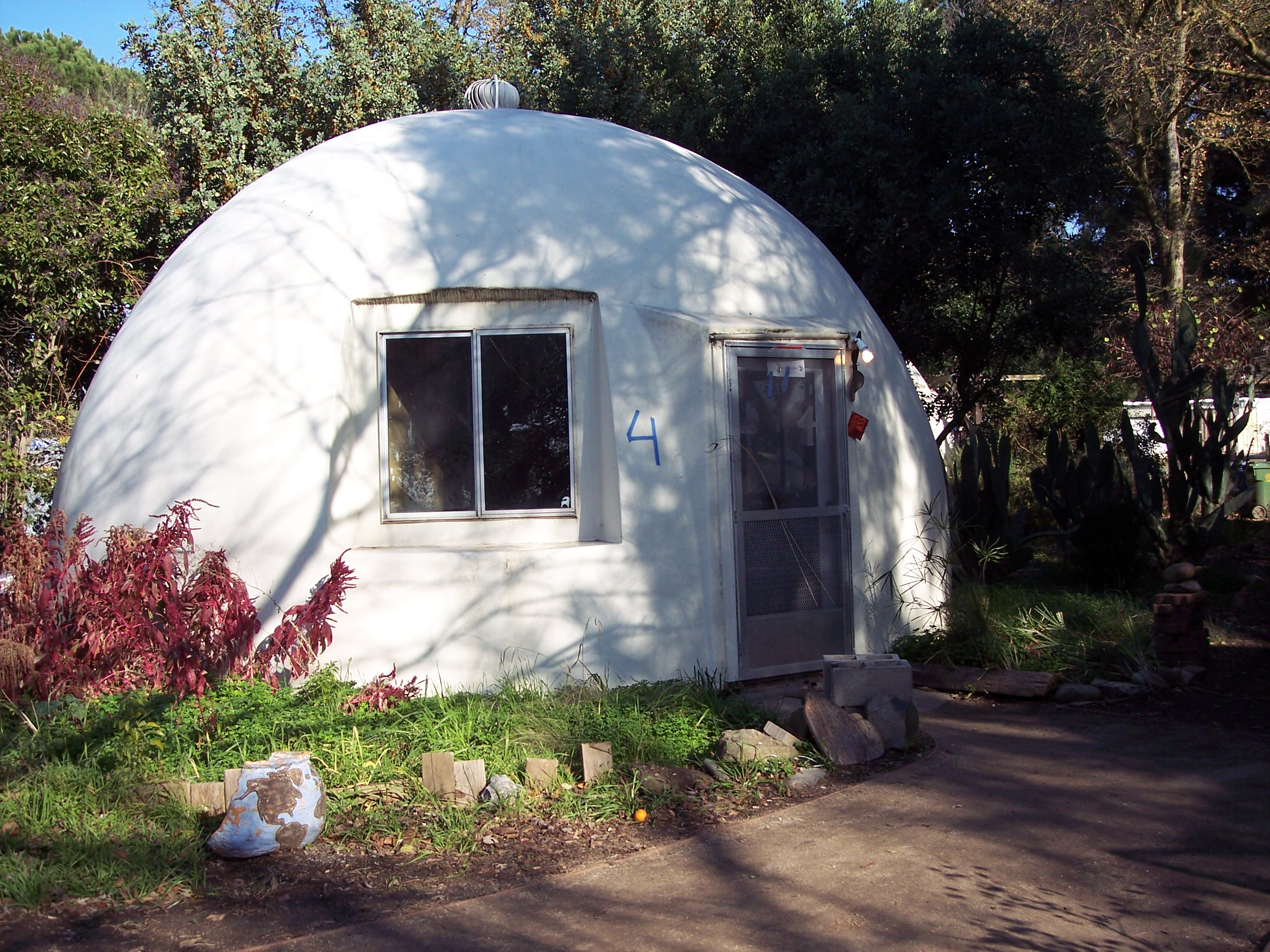
California House у стилі Whole Earth Catalog

Практично повна відсутність у продажу персональних (домашніх, побутових) комп'ютерів до середини 1980-х компенсувалося публікаціями в технічних журналах («Радио», «Моделист-конструктор», «Юный техник») докладних описів та інструкцій зі складання їх своїми силами, на основі наявних вітчизняних елементів. Вільно публікувалися розроблені і протестовані схеми простих побутових ЕОМ («Радио-86РК», «Специалист», «ЮТ-88», «Орион-128») на базі мікропроцесора КР580ВМ80А. Дуже популярними були «самопальні» комп'ютери архітектури «ZX Spectrum». Для комп'ютерів архітектури ZX-Spectrum промисловістю випускалися конструктори «зроби сам» з готовою друкованою платою, повним набором деталей, а також з електричною схемою в комплекті. Виробництво наборів було також налагоджено і в кустарних умовах, тому що зробити точну копію було не проблемою, зважаючи на відкритість схеми і наявність необхідного інструментарію для домашнього «травлення» плати.

### Годинники
Компанія Seiko виробляє набори для самостійного збирання годинників.

## Культура DIY в Україні
В Україні виготовляються набори для самостійного збирання електронних приладів (радіоконструктори). Також культура «зроби це сам» є однією з основ функціонування хакерспейсів та інших відкритих майстерень.

## Культура DIY в СРСР

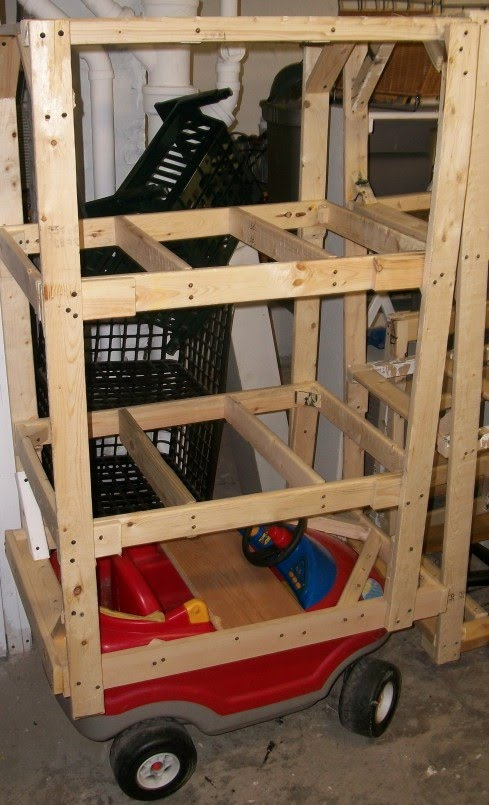
Полиці, прикріплені до іграшкової машинки

В СРСР активно пропагувалися ідеї самостійного створення (або суттєвого доопрацювання наявних примірників) радіотехніки, електромузичних інструментів, меблів тощо, а також різні народні художні промисли, що було частково пов'язано з низьким рівнем якості і недоліком різноманітності вироблюваних товарів народного споживання, а також з культурно-виховною метою. Були відповідні розділи в журналах, газетах, телерадіоетері, спеціалізовані магазини «Умілі руки» та «Зроби сам», які торгували різними промисловими напівфабрикатами, інструментами та пристосуваннями для різних самостійних робіт широкого спектра: від художнього випилювання, випалювання, карбування, шиття й в'язання, до електротехнічних і радіоелектронних деталей і компонентів.
У магазинах продавалися радіоконструктори для самостійного збирання електронних пристроїв (радіоприймачів, світломузики, перемикачів ялинкових гірлянд, телевізорів тощо). Також можна було придбати різні тематичні набори обладнання — «Юний хімік», «Юний астроном» тощо, для початкового вивчення тієї чи іншої науки. Дуже популярними були пластикові набори для збирання (склеювання) моделей всілякої техніки: кораблів, літаків, танків тощо. Багато чоловіків, освоївши безліч професій, які можуть знадобитися в домашньому господарстві, ставали майстрами на всі руки.
Досить популярною була телевізійна передача «Це ви можете», в якій показувалися різні саморобні автомобілі, квадроцикли, сільськогосподарська та подібна техніка, розроблена й зібрана радянськими ентузіастами.
Також відомий розділ «Маленькі хитрощі» в журналі «Наука і життя», що розповідає про різні побутові вдосконалення, а також подібні розділи в журналах «Радіо», «Моделист-конструктор», «Техника – молодежи», «Юный техник».
Для жінок у журналах (як тематичних, так і загальноосвітніх) друкували велику кількість викрійок, способів в'язання, малюнків для вишивання. Викрійки (креслення елементів одягу, що переносяться на тканину), іноді треба було збільшувати за допомогою пантографа.

## Відображення в культурі
Наприкінці улюбленого радянського мультфільму «Вовка в Тридевятом царстве» була показана друкована книжка «Сделай сам», по якій Вовка-герой повинен був зробити бабці нову хату.